# Бренда Томтен
Бренда томтен (швед. Brända tomten, «випалене місце») — невелика, трикутна  площа в Старому місті Стокгольма, де поєднуються вулиці Kindstugatan та Sjalagardsgatan.

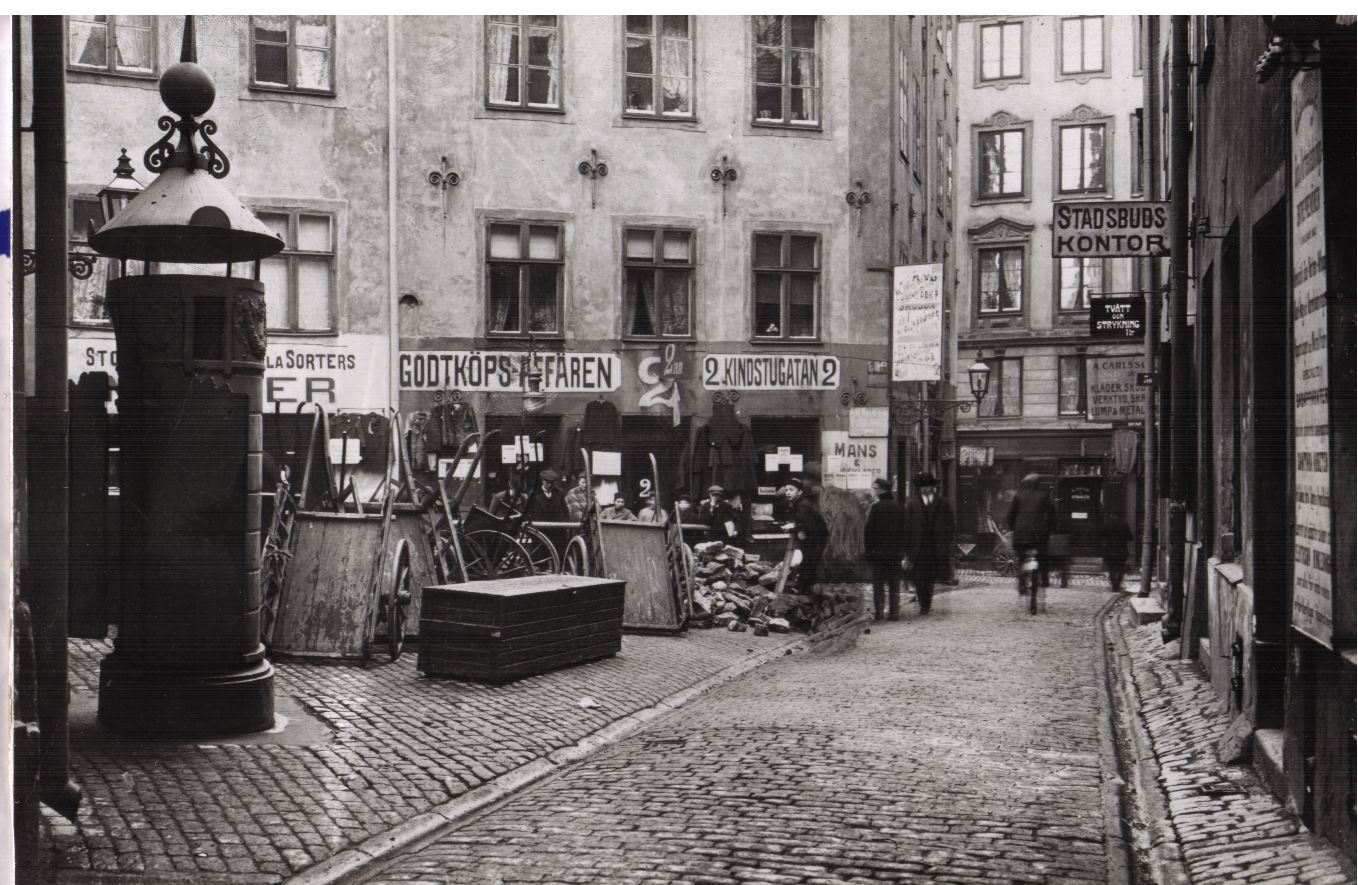
Бренда Томтен, 1900 рік

До пожежі 1728 року на місці площі був будинок, який не відновлювали протягом наступних десятиліть, тому простір отримав таку назву.
Будинок жовтого кольору, що виходить фасадом на площу має на ініціали родини (IAC BSD), що в ній мешкала у 16 столітті.
Відомий шведський письменник Август Стріндберг написав камерну п’єсу під назвою «Brända tomten», на яку, можливо, надихнула площа. У 1974 році за п'єсою було знято телевізійну виставу. 